# Bundestagswahlkreis Hamburg-Nord I
Der Bundestagswahlkreis Hamburg-Nord I war ein Wahlkreis in Hamburg für die Wahlen zum Deutschen Bundestag. Er umfasste den Bezirk Hamburg-Nord ohne die Stadtteile Uhlenhorst, Hohenfelde, Barmbek-Süd, Dulsberg und Barmbek-Nord.

## Geschichte
Der Wahlkreis Hamburg-Nord I war bei der Bundestagswahl 1949 die Nummer 2 der Hamburg Wahlkreise, hatte danach die bundesweite Wahlkreisnummer 18 und für die Wahlen 1965 bis 1976 schließlich die Nummer 15. Bei den Wahlen 1953 bis 1961 hieß der Wahlkreis Hamburg IV.
Der Wahlkreis bestand für die Bundestagswahlen 1949 bis 1961 unverändert aus den Stadtteilen Hoheluft-Ost, Eppendorf, Groß Borstel, Alsterdorf, Ohlsdorf, Fuhlsbüttel und Langenhorn sowie aus dem zum Bezirk Eimsbüttel gehörigen Stadtteil Hoheluft-West. Vor der Bundestagswahl 1965 wurden die Wahlkreise neu zugeschnitten. Seitdem bestand der Wahlkreis in der eingangs beschriebenen Form.
Vor der Bundestagswahl 1980 wurde der Wahlkreis schließlich mit dem Nordteil des Wahlkreises Hamburg-Wandsbek (Ortsamtsbereiche Alstertal und Walddörfer ohne den Stadtteil Volksdorf) zum Wahlkreis Hamburg-Nord vereinigt.

## Abgeordnete

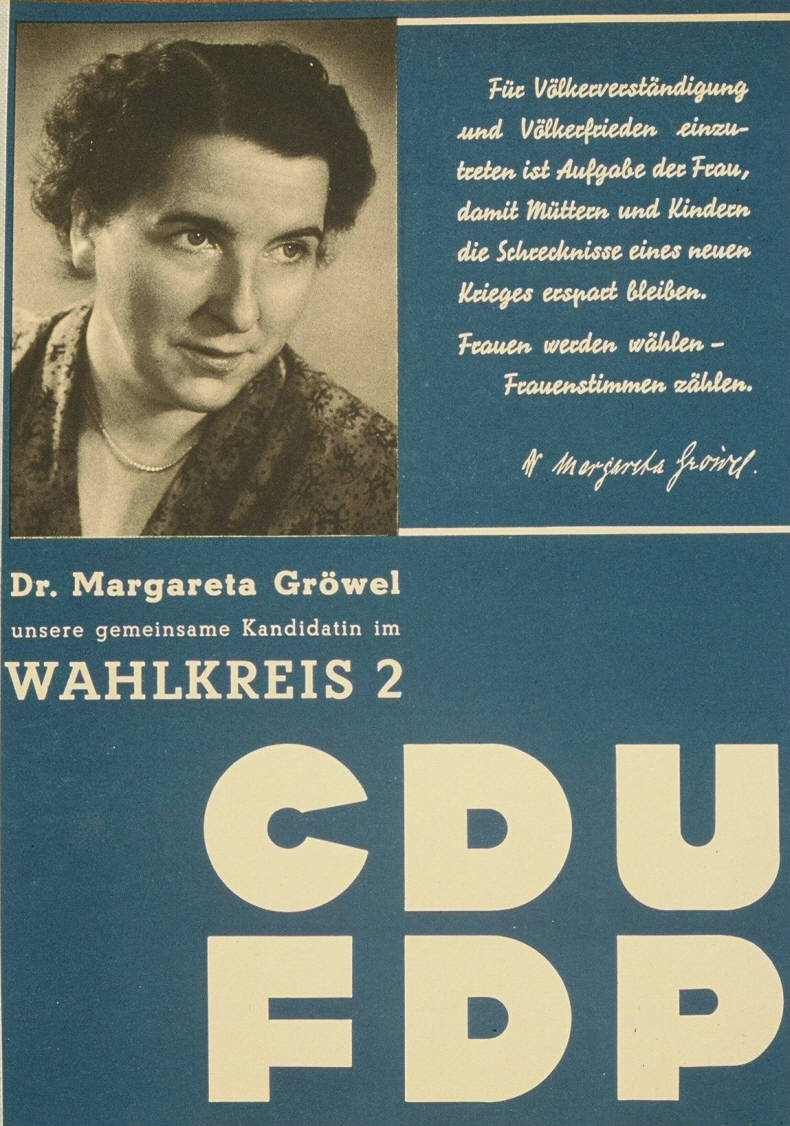
Wahlplakat aus dem Jahr 1949

Direkt gewählte Abgeordnete des Wahlkreises Hamburg IV bzw. Hamburg-Nord I waren
| Jahr | Name               | Partei | Anteil der Erststimmen |
| ---- | ------------------ | ------ | ---------------------- |
| 1976 | Hans Apel          | SPD    | 52,6 %                 |
| 1972 | Hans Apel          | SPD    | 57,7 %                 |
| 1969 | Hans Apel          | SPD    | 55,9 %                 |
| 1965 | Hans Apel          | SPD    | 46,1 %                 |
| 1961 | Max Brauer         | SPD    | 43,2 %                 |
| 1957 | Georg Schneider    | CDU    | 42,2 %                 |
| 1953 | Hermann Schäfer1)  | FDP    | 54,9 %                 |
| 1949 | Margarete Gröwel2) | CDU    | 41,8 %                 |

1)Schäfer war 1953 der gemeinsame Kandidat des Hamburg-Blocks, einem Bündnis von CDU, FDP, GB/BHE und DP. Die CDU, die DP und der GB/BHE nominierten keine eigene Direktkandidaten und riefen zur Wahl von Schäfer auf.
2)Gröwel war 1949 die gemeinsame Kandidatin von CDU und FDP. Die FDP trat im Wahlkreis Hamburg IV nicht zur Wahl an und rief zur Wahl von Gröwel auf.